# Jessica Morrison
Jessica Morrison (Melbourne, 18 de maio de 1992) é uma remadora australiana, campeã olímpica.

## Carreira
Morrison conquistou a medalha de ouro nos Jogos Olímpicos de Verão de 2020 em Tóquio com a equipe da Austrália no quatro sem feminino, ao lado de Lucy Stephan, Rosemary Popa e Annabelle McIntyre, com o tempo de 6:15.37. Nos Jogos Olímpicos de Verão de 2024, em Paris, conquistou a medalha de bronze na competição de dois sem feminino, ao lado de McIntyre com o tempo de 7:03.54.